# Comunitat d'aglomeració del Pays de Fontainebleau
La Comunitat d'aglomeració del Pays de Fontainebleau (oficialment: Communauté d'agglomération du pays de Fontainebleau) és una Comunitat d'aglomeració del departament de Sena i Marne, a la regió de l'Illa de França.
Creada al 2017, està formada per 26 municipis i la seu es troba a Fontainebleau.

## Municipis
1. Achères-la-Forêt
2. Arbonne-la-Forêt
3. Avon
4. Barbizon
5. Bois-le-Roi
6. Boissy-aux-Cailles
7. Bourron-Marlotte
8. Cély
9. Chailly-en-Bière
10. La Chapelle-la-Reine
11. Chartrettes
12. Fleury-en-Bière
13. Fontainebleau
14. Héricy
15. Noisy-sur-École
16. Perthes
17. Recloses
18. Saint-Germain-sur-École
19. Saint-Martin-en-Bière
20. Saint-Sauveur-sur-École
21. Samois-sur-Seine
22. Samoreau
23. Tousson
24. Ury
25. Le Vaudoué
26. Vulaines-sur-Seine